# Angélica María
Angélica María Hartman Ortiz (Nueva Orleans, 27 de septiembre de 1944), conocida como la Novia de México, es una actriz y cantante mexicoestadounidense. Como intérprete, se especializó en los géneros de rock and roll, pop y balada romántica.

## Biografía y carrera

### 1944-1949: primeros años
Angélica María Hartman Ortiz nació el 27 de septiembre de 1944 en Nueva Orleans, Luisiana, siendo hija del estadounidense Arnold Frederic Hartman y de la mexicana Angélica de Jesús Ortiz Sandoval. Desde muy pequeña estuvo cerca del mundo artístico gracias a su padre, quien era músico de los Estados Unidos. Sus padres se separaron cuando ella tenía apenas cinco años de edad, y su madre se quedó con su custodia, para después llevársela a vivir a la Ciudad de México.

### 1949-1956:Época de Oro del cine mexicano
En 1949, asistió a una fiesta con su tía materna, Yolanda Ortiz, en la que se hallaba el productor de cine Gregorio Wallerstein, quien comentó que buscaba a un niño para ser protagonista de su próxima película, Pecado. María al escuchar esto se recogió el pelo y pidió que se lo cortaran, hecho que hizo gracia al productor, quien la invitó a participar en la audición de su cinta, y finalmente ella fue quien se quedó con el papel de su proyecto, estrenado en 1950.[cita requerida] Posteriormente, prosiguió con una carrera como actriz infantil durante la Época de Oro del cine mexicano, interviniendo en películas como Una mujer decente (1950), La hija de la otra (1951), Los amantes (1951), Fierecilla (1951), Sígueme corazón (1952), y Mi esposa y la otra (1952). Esta última le valió el ganar un Premio Ariel en 1953, como parte de la categoría a mejor actuación infantil.
Para 1955, protagonizó el filme La mala semilla. Un año después, en 1956, estelarizó la cinta Sublime melodía.

### 1956-2006: consagración actoral e incursión musical
Concluido el cine de oro en 1956, su filmografía prosiguió a finales de los cincuenta con títulos como El buen ladrón (1957) y Música de siempre (1958). Consolidó su carrera al llevar a cabo producciones como Bajo el manto de la noche, El señor... Tormenta  y Muerte en el ring. Gracias a su éxito, fue bautizada como «la novia de la Juventud» y, más adelante, el periodista Octavio de Alba la nombró «la Novia de México».
En 1966, viajó a España, y realizó la película Fray Torero, con Paco Camino. En 1967, estrenó el filme, 5 de chocolate y 1 de fresa. 
En 1968, se cambió a la compañía RCA Victor, grabó una versión en español del tema italiano «Cuando me enamoro». Incursionó con cuatro discos más. En 1969, grabó dos LP: La paloma y grabó el LP La novia de la juventud. Este LP contuvo canciones de protesta como «Adiós abuelo», «Por ti y por mi», y «Soñar con la verdad».[cita requerida]
Para 1970, grabó otro LP con RCA Victor. De este disco se desprende la canción: «A dónde va nuestro amor», que fue tema de la telenovela Muchacha italiana viene a casarse. En 1972, grabó su último disco para la RCA, donde incluyó la canción «Lo que sabemos del amor», tema de la segunda parte de Muchacha italiana viene a casarse.[cita requerida] El mismo año, estelarizó la cinta La verdadera vocación de Magdalena, para la que apareció como intérprete y grabó algunas escenas durante el Festival de Avándaro, que se convirtió en el concierto de rock más importante en la historia de México.
En 1995, hizo teatro infantil con la obra La isla de los niños, y en 1996 realizó un papel en Bendita mentira. En 1997, María padeció cáncer de mama, y recibió tratamiento.[cita requerida] En 1998, junto a su hija, Angélica Vale, creó la compañía «Producciones Angélica Ortiz» y debutó como productora de la comedia musical La Cenicienta.[cita requerida]
En 1999, realizó una actuación especial en la telenovela Rosalinda.
En 2004, regresó a los estudios de grabación junto a Joan Sebastian, y realizó el disco «Tributo». El mismo año, se integró al reparto de la telenovela Amar otra vez. 

### 2006-presente: proyectos y vida posterior
En 2006, acudió al llamado de La fea más bella, telenovela protagonizada por su hija. 
En 2008, recibió de la Academia Latina de la Grabación el Premio Excelencia Musical 2008 Grammy Latino Honorífico, galardón que se otorga en la categoría de premios especiales al realizarse la entrega anual del Grammy Latino, concedido a personalidades que de manera excepcional han contribuido al legado musical y del campo de la grabación. En 2009, apareció en un capítulo de la serie Mujeres asesinas.
En 2011 participó en las telenovelas; Aurora, Mi corazón insiste, y La casa de al lado. Un año después participó en la producción Qué bonito amor.
En 2015, Angélica Vale y Angélica María grabaron juntas el disco «Dinastía».
El 7 de septiembre de 2024, durante la LXVI edición de los Premios Ariel, se le otorgó el Ariel de Oro en reconocimiento a su trayectoria artística.

## Filmografía

### Cine
| Año  | Película                                   | Personaje                        |
| ---- | ------------------------------------------ | -------------------------------- |
| 1950 | Una mujer decente                          | Rodolfo, hijo de Rosa            |
| 1950 | Pecado                                     | Miguelito                        |
| 1950 | La hija de la otra                         | Lupita pequeña                   |
| 1951 | Fierecilla                                 | Rosita niña                      |
| 1951 | Los amantes                                | Gloria                           |
| 1951 | Sígueme corazón                            | María Luisa                      |
| 1951 | Mi esposa y la otra                        | Carmelita                        |
| 1951 | La ausente                                 | Rosita                           |
| 1952 | Dos caras tiene el destino                 | Rosa María                       |
| 1952 | Sucedió en Acapulco                        | Maruca                           |
| 1952 | Secretaria particular                      | Venus                            |
| 1952 | La cobarde                                 | Mara niña                        |
| 1954 | El secreto de una mujer                    | Personaje desconocido            |
| 1956 | Los Gavilanes                              | Micaela/Florecita                |
| 1956 | Sublime melodía                            | Clarita                          |
| 1956 | Música de siempre                          | Bailarina                        |
| 1956 | El buen ladrón                             | Angélica                         |
| 1959 | Triunfa la pandilla                        | La Cachuquis                     |
| 1959 | La pandilla se divierte                    | La Cachuquis                     |
| 1959 | La pandilla en acción                      | La Cachuquis                     |
| 1959 | Aventuras de la pandilla                   | La Cachuquis                     |
| 1960 | Las hijas del Amapolo                      | Colo o Socorro                   |
| 1961 | Cuatro curvas peligrosas                   | Tere                             |
| 1961 | Muchachas que trabajan                     | Tere                             |
| 1962 | El cielo y la tierra                       | Marisa                           |
| 1962 | Tormenta en el ring                        | Rosita                           |
| 1962 | Los signos del zodiaco                     | Sofía                            |
| 1962 | El señor... Tormenta                       | Rosita                           |
| 1962 | Mi vida es una canción                     | Marta                            |
| 1962 | Bajo el manto de la noche                  | Margot                           |
| 1963 | Vivir de sueños                            | María                            |
| 1963 | La sombra de los hijos                     | Nora                             |
| 1963 | Napoleoncito                               | Rosita                           |
| 1963 | Mi alma por un amor                        | Marga                            |
| 1963 | Adorada enemiga                            | Patricia                         |
| 1964 | Perdóname mi vida                          | Personaje desconocido            |
| 1964 | Mi héroe                                   | Mané                             |
| 1964 | El gángster                                | Carito                           |
| 1966 | Fray Torero                                | Mirta                            |
| 1966 | Sólo para ti                               | Elena Montero                    |
| 1966 | Me quiero casar                            | Jane Freeman                     |
| 1967 | 5 de chocolate y 1 de fresa                | Esperanza / Brenda / Domitila    |
| 1968 | Corazón salvaje                            | Mónica Molnar                    |
| 1968 | Romeo contra Julieta                       | Mané                             |
| 1968 | El cuerpazo del delito                     | Angélica (episodio "La rebelde") |
| 1969 | Como perros y gatos                        | Rosa                             |
| 1969 | Corazón contento o Somos novios            | Perla Blanca                     |
| 1969 | Alguien nos quiere matar                   | Carlota                          |
| 1970 | Ya se quién eres (te he estado observando) | Rosalba                          |
| 1971 | La verdadera vocación de Magdalena         | Magdalena / Irene Durán          |
| 1972 | ¡Quiero vivir mi vida!                     | Lucía                            |
| 1972 | El premio Nobel del amor                   | Leonarda Tomasa Isaaca           |
| 1972 | Entre monjas anda el diablo                | María                            |
| 1975 | Yo amo, tú amas, nosotros...               | María Robles                     |
| 1977 | Penthouse de la muerte                     | Cristina Vidal                   |
| 1978 | La guerra de los pasteles                  | Suzette                          |
| 1983 | Matar a un extraño                         | Christina Carver                 |
| 2002 | ¿Qué me va a hacer?                        | Personaje desconocido            |
| 2003 | La novia del mar/Sea of dreams             | Rina                             |
| 2010 | Años después                               | Clara                            |
| 2010 | Luna escondida                             | Sofía                            |
| 2011 | Salsa Tel Aviv                             | Personaje desconocido            |
| 2017 | Coco                                       | Abuelita Elena                   |
| 2021 | La Casa de las Flores: la película         | Esperanza                        |

### Televisión
| Año       | Telenovela                        | Personaje                                               |
| --------- | --------------------------------- | ------------------------------------------------------- |
| 1960      | Cartas de amor                    | Isabel                                                  |
| 1966      | Más fuerte que tu amor            | Alicia                                                  |
| 1968      | Leyendas de México                | Iztaccíhuatl                                            |
| 1968      | El callejón del beso              | Érika                                                   |
| 1968      | Águeda                            | Águeda                                                  |
| 1969      | Puente de amor                    | Paula / Amelia                                          |
| 1971-1973 | Muchacha italiana viene a casarse | Valeria Donatti                                         |
| 1974      | Ana del aire                      | Ana Fernández                                           |
| 1975-1976 | El milagro de vivir               | Aura Velasco                                            |
| 1977-1978 | Corazón salvaje                   | Mónica Molnar                                           |
| 1979      | Yara                              | Yara                                                    |
| 1979      | El Chavo del 8                    | Yara                                                    |
| 1981      | El hogar que yo robé              | Andrea Montemayor De Velarde/Victoria                   |
| 1984      | Angélica María en...              | Ella misma                                              |
| 1986-1987 | Herencia maldita                  | Adela Beltrán                                           |
| 1987-1990 | Tres generaciones                 | Laura la madre                                          |
| 1989      | Hora marcada                      | Elena (episodio "Un guiño de ojo")                      |
| 1994      | Videoteatros                      | Lady Carlyne, episodio: «El abanico de Lady Windermere» |
| 1994-1995 | Agujetas de color de rosa         | Elisa Vda. de Armendares                                |
| 1996      | Bendita mentira                   | Esperanza Martínez de De la Mora                        |
| 1996      | La antorcha encendida             | Doña Bernarda de Muñiz                                  |
| 1999      | Rosalinda                         | Soledad Romero Vda de Del Castillo                      |
| 1999-2002 | Mujer, casos de la vida real      | Ramona/Nadia (episodio de 2002 "Naufragio")             |
| 2004      | Amar otra vez                     | Balbina Eslava                                          |
| 2006-2007 | La fea más bella                  | Doña Julieta Solís de Padilla                           |
| 2007      | Muchachitas como tú               | Ella misma                                              |
| 2007      | Amor sin maquillaje               | Mariana                                                 |
| 2009      | Mujeres asesinas                  | Julia, encubridora (Julia Laviada)                      |
| 2010-2011 | Aurora                            | Pasión Urquijo                                          |
| 2011      | Mi corazón insiste                | Chabela Volcán                                          |
| 2011-2012 | La casa de al lado                | Cecilia Arismendi                                       |
| 2012-2013 | Qué bonito amor                   | Amalia García Vda. de Mendoza                           |
| 2017      | La fan                            | Valentina Gardiázabal                                   |
| 2023      | The Lincoln Lawyer                | Mamá Elena                                              |

## Discografía

### Sencillos década de 1960
| Año  | Sencillo                                        | Chart positions      | Chart positions      | Chart positions        |
| Año  | Sencillo                                        | Éxitos pop mexicanos | U.S. Hot Latin Songs | U.S. Latin Pop Airplay |
| ---- | ----------------------------------------------- | -------------------- | -------------------- | ---------------------- |
| 1962 | "Edi Edi"                                       | -                    | -                    | -                      |
| 1962 | "Toco a tu puerta"                              | -                    | -                    | -                      |
| 1962 | "Johnny el enojón"                              | -                    | -                    | -                      |
| 1962 | "Dile adiós"                                    | -                    | -                    | -                      |
| 1963 | "Vivaracho"                                     | -                    | -                    | -                      |
| 1963 | "Souvenirs"                                     | -                    | -                    | -                      |
| 1963 | "No te puedo abrazar"                           | -                    | -                    | -                      |
| 1963 | "Con un beso pequeñísimo"                       | -                    | -                    | -                      |
| 1963 | "El día"                                        | -                    | -                    | -                      |
| 1963 | "Fortachón"                                     | -                    | -                    | -                      |
| 1964 | "Dominique"                                     | -                    | -                    | -                      |
| 1964 | "Sabor a nada"                                  | -                    | -                    | -                      |
| 1964 | "Ámame"                                         | -                    | -                    | -                      |
| 1964 | "Chariot"                                       | -                    | -                    | -                      |
| 1964 | "Tengo un amor"                                 | -                    | -                    | -                      |
| 1965 | "Sábado y domingo"                              | -                    | -                    | -                      |
| 1965 | "Yo que no vivo sin ti"                         | -                    | -                    | -                      |
| 1966 | "Pasto verde"                                   | -                    | -                    | -                      |
| 1966 | "Más fuerte que tu amor"                        | -                    | -                    | -                      |
| 1966 | "Yo te quiero todavía"                          | -                    | -                    | -                      |
| 1967 | "Esta tarde vi llover"                          | -                    | -                    | -                      |
| 1967 | "Sin pensar en mi"                              | -                    | -                    | -                      |
| 1968 | "Cinco de chocolate y uno de fresa"             | -                    | -                    | -                      |
| 1968 | "Porque tu no estás"                            | -                    | -                    | -                      |
| 1968 | "Cuando me enamoro"                             | -                    | -                    | -                      |
| 1968 | "Me gustas (dúo con Armando Manzanero)"         | -                    | -                    | -                      |
| 1968 | "Vivir"                                         | -                    | -                    | -                      |
| 1968 | "Te quiero, te amo (dúo con Armando Manzanero)" | -                    | -                    | -                      |
| 1968 | "Pensando en ti"                                | -                    | -                    | -                      |
| 1969 | "La paloma"                                     | -                    | -                    | -                      |
| 1969 | "Palabra de amor"                               | -                    | -                    | -                      |
| 1969 | "Hola"                                          | -                    | -                    | -                      |
|      |                                                 |                      |                      |                        |

1962 - ANGÉLICA MARÍA 1
| Canción                    |
| -------------------------- |
| Eddy Eddy                  |
| Amar y ser amada           |
| Toco a tu puerta           |
| Ámame                      |
| Mi pastel                  |
| Pequeñita Twist            |
| Johnny el enojón           |
| Dile adiós                 |
| El día                     |
| Nunca en un millón de años |
| Puré de papas              |
| Un peso                    |

## Premios y nominaciones

### Paseo de la fama de Hollywood
Por sus contribuciones a la industria cinematográfica y musical y en conmemoración a sus entonces 65 años de carrera artística, el 25 de mayo de 2016, se le otorgó una estrella en el paseo de la fama de Hollywood, localizada en 7060 Hollywood Boulevard.

### Premios Ariel
| Año  | Categoría                | Trabajo nominado      | Resultado             | Ref.   |
| ---- | ------------------------ | --------------------- | --------------------- | ------ |
| 1953 | Mejor actuación infantil | Mi esposa y la otra   | Ganadora              | [ 11 ] |
| 2024 | Ariel de Oro             | Trayectoria artística | Trayectoria artística | [ 6 ]  |

### Premios TVyNovelas
| Año  | Categoría                                    | Trabajo nominado                             | Resultado |
| ---- | -------------------------------------------- | -------------------------------------------- | --------- |
| 1994 | Premio especial por su trayectoria artística | Premio especial por su trayectoria artística | Ganadora  |
| 1995 | Mejor actriz protagónica                     | Agujetas de color de rosa                    | Nominada  |
| 1997 | Mejor primera actriz                         | Bendita mentira                              | Ganadora  |
| 1997 | Mejor actriz de reparto                      | La antorcha encendida                        | Nominada  |
| 2000 | Premio especial por sus 50 años de carrera   | Premio especial por sus 50 años de carrera   | Ganadora  |
| 2000 | Mejor primera actriz                         | Rosalinda                                    | Nominada  |
| 2007 | Mejor primera actriz                         | La fea más bella                             | Nominada  |

### Premios Diosas de Plata
| Año  | Categoría                             | Trabajo nominado | Resultado |
| ---- | ------------------------------------- | ---------------- | --------- |
| 2012 | Diosa de Plata «María Félix» a Actriz | Años después     | Nominada  |
| 2012 | Papel de cuadro femenino              | Luna Escondida   | Nominada  |

### Premios ATP (asociación de periodistas teatrales)
| Año  | Categoría           | Trabajo nominado      | Resultado |
| ---- | ------------------- | --------------------- | --------- |
| 2007 | Reaparición del año | Emociones encontradas | Ganadora  |

### Premios Grammy Latinos
| Año  | Categoría          | Premio                   |
| ---- | ------------------ | ------------------------ |
| 2008 | Excelencia Musical | Grammy Latino honorífico |

### People en Español
| Año  | Categoría               | Trabajo nominado | Resultado |
| ---- | ----------------------- | ---------------- | --------- |
| 2013 | Mejor actriz secundaria | Qué bonito amor  | Ganadora  |

### Premios Bravo
| Año  | Por |
| ---- | --- |
| 2000 | Extraordinaria Actriz y Cantante, a los 50 años de actividad artística en el Teatro, Cine y Televisión |

### Miami Life Awards
| Año  | Categoría      | Trabajo nominado   | Resultado |
| ---- | -------------- | ------------------ | --------- |
| 2012 | Primera Actriz | Mi corazón insiste | Ganadora  |